# John Galway Foster
Sir John Galway Foster, britanski general, * 1904, † 1982.